# Colton Dunn

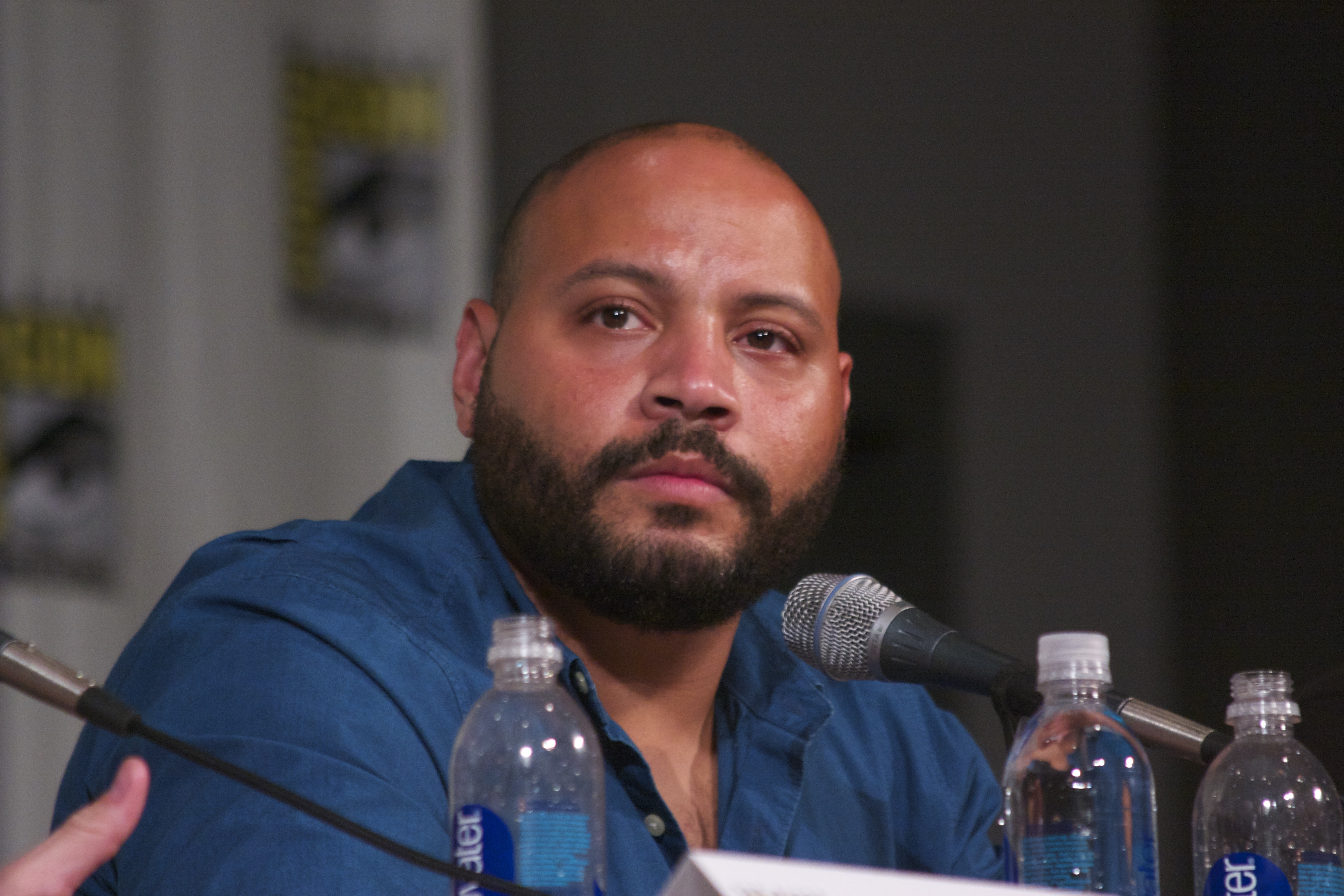
Colton Dunn (2015)

Colton Dunn (* 30. Juni 1977 in Normal, McLean County, Illinois) ist ein US-amerikanischer Komiker, Theater- und Filmschauspieler, Drehbuchautor und Synchronsprecher. Er war langjähriges Mitglied der Comedy-Gruppe Boom Chicago. Einem breiten Publikum wurde er durch Episodenrollen in verschiedenen Fernsehserien des Fernsehsenders Comedy Central und seit 2015 durch seine Rolle des Garrett in der Fernsehserie Superstore bekannt.

## Leben
Dunn wurde in Normal geboren, zog aber schon im Kleinkindsalter mit seiner Mutter nach Saint Paul in Minnesota. Als Kind wirkte er auf Drängen seiner Mutter in einigen örtlichen Theaterstücken mit. Er besuchte die ortsansässige Murray Junior High und später die Saint Paul Central High School, wo er 1995 seinen Abschluss machte. Er gehörte dort zur Theatergruppe und dem Basketball-Team an.
Nach seiner Schulzeit schloss er sich der Comedy-Gruppe Boom Chicago an, machte aber auch Soloprogramme. Seit 1999 gehört er dem Ensemble des Upright Citizens Brigade Theatre an. Seit 2001 tritt er in unregelmäßigen Abständen als Schauspieler in Fernsehserien und Filmproduktionen in Erscheinung. Für das Format MADtv schrieb er die Drehbücher und trat selbst in zwei Episoden auf. Zusätzlich ist er seit 2009 als Synchronsprecher tätig. Er gehört außerdem der Filmproduktionsgesellschaft Rooster Teeth an.

## Filmografie (Auswahl)

### Schauspieler
- 2001: Mad TV Live and Almost Legal (Fernsehfilm)
- 2003: Phileine zegt sorry
- 2003: Boiling Points (Fernsehserie)
- 2004: Beep (Kurzfilm)
- 2004: Last Laugh '04 (Fernsehfilm)
- 2005, 2009: MADtv (Comedysendung, 2 Episoden)
- 2007: Twisted Fortune
- 2008: Boner Boyz! (Kurzfilm)
- 2009: Dow Jones (Kurzfilm)
- 2009: Brothers (Fernsehserie, Pilotfolge)
- 2009: Brainstorm (Fernsehserie, 8 Episoden)
- 2010: Pantsuit (Mini-Fernsehserie)
- 2010: The Big Dog (Kurzfilm)
- 2010: The History of Turtleneck Fighting (Kurzfilm)
- 2010: LeBron Waynes Makes His Decision: Chicken Wings (Kurzfilm)
- 2010: Hatchet II
- 2010: Rowdy Roddy Piper Fights Childhood Obesity (Kurzfilm)
- 2010: The Back Room (Mini-Fernsehserie, Episode 1x06)
- 2010: Take a Silly One (Kurzfilm)
- 2010–2011: Pretend Time (Fernsehserie, 5 Episoden, verschiedene Rollen)
- 2010–2011: The League (Fernsehserie, 2 Episoden)
- 2010–2015: Parks and Recreation (Fernsehserie, 6 Episoden)
- 2011: Team Unicorn (Fernsehserie, Episode 1x03)
- 2011: Damn Love (Kurzfilm)
- 2011: Can't Wait for the Movies: Big Mommas Like Father Like Son (Kurzfilm)
- 2011: Bieber 2051 (Kurzfilm)
- 2011: Honey and Joy (Fernsehserie)
- 2011: Rockin' Out (Kurzfilm)
- 2011: Forcin' the Blues (Kurzfilm)
- 2011: Childrens Hospital (Fernsehserie, Episode 3x06)
- 2011: Roommate Meeting (Fernsehserie, Episode 1x02)
- 2012: Sketchy (Fernsehserie, Episode 1x24)
- 2012: NTSF:SD:SUV (Fernsehserie, Episode 2x05)
- 2012: Schastlivy Konetz (Fernsehserie)
- 2012: Game Shop (Fernsehserie, 11 Episoden)
- 2012–2013: Holliston (Fernsehserie, 2 Episoden)
- 2012–2013: Campus Security (Fernsehserie, 6 Episoden)
- 2012–2013: Burning Love (Fernsehserie, 7 Episoden)
- 2013: Happy Endings (Fernsehserie, Episode 3x12)
- 2013: Unidentified
- 2013: The Funtime Gang (Fernsehfilm)
- 2014: Our RoboCop Remake
- 2014: Kroll Show (Fernsehserie, Episode 2x04)
- 2014: NerdTerns (Fernsehserie, Episode 2x03)
- 2014: Spirit Town (Kurzfilm)
- 2014: The Merge with Abbie Cornish (Kurzfilm)
- 2014: Backseat Bitches (Fernsehserie, Episode 1x02)
- 2014: This Is Why You're Single (Fernsehfilm)
- 2014: The Pro (Fernsehfilm)
- 2015: Die jungen Wilden – Eine sexy Komödie (The Dramatics: A Comedy)
- 2015: Red Baroness Warrior Single Lady (Fernsehserie, Episode 1x03)
- 2015: Lazer Team
- 2015: Monster Problems (Kurzfilm)
- 2015–2021: Superstore (Fernsehserie, 113 Episoden)
- 2016: Other People
- 2016: Lonely and Horny (Fernsehserie, Episode 1x08)
- 2016: CC: Social Scene (Fernsehserie, Episode 3x06)
- 2016: Angie Tribeca (Fernsehserie, Episode 2x07)
- 2017: Michael Bolton's Big, Sexy Valentine's Day Special
- 2017: Killing Hasselhoff
- 2017: Lazer Team 2
- 2017: Security Deposit (Kurzfilm)
- 2018: It's A Party
- 2018: Der Sex Pakt (Blockers)
- 2018: Dude
- 2019: Tell Me What You Know About Cyrus (Kurzfilm)
- 2019–2022: Hello from the Magic Tavern (Fernsehserie, 2 Episoden)
- 2021: The One You're With
- 2022: Grand Crew (Fernsehserie, Episode 1x06)
- 2022: Pivoting (Fernsehserie, 5 Episoden)
- 2022–2025: The Recruit (Fernsehserie, 14 Episoden)

### Synchronsprecher
- 2009: Marvel Super Heroes: What The--?! (Animationsserie)
- 2014: Mr. Pickles (Zeichentrickserie, Episode 1x04)
- 2014–2015: Animation Domination High-Def (Zeichentrickserie, 5 Episoden)
- 2015: White Cops and Unarmed Black Civilians Playset! (Kurzfilm, Sprecherrolle)
- 2015: X-Ray and Vav (Zeichentrickserie, Episode 2x04)
- 2015–2017: Steven Universe (Zeichentrickserie, 4 Episoden)
- seit 2018: Big City Greens (Zeichentrickserie)
- 2020: Wo ist Walter? (Where's Waldo?, Zeichentrickserie, Episode 2x18)
- 2021: Star Trek: Lower Decks (Zeichentrickserie, Episode 2x09)
- seit 2021: Fairfax (Zeichentrickserie)
- seit 2021: Middlemost Post (Zeichentrickserie)
- 2022: Solar Opposites (Zeichentrickserie, Episode 3x01)

### Drehbuch
- 2006–2009: MADtv (Fernsehserie, 55 Episoden)
- 2008: Boner Boyz! (Kurzfilm)
- 2010: Pantsuit (Miniserie)
- 2010: LeBron Waynes Makes His Decision: Chicken Wings (Kurzfilm)
- 2010: UCB Comedy Originals (Fernsehserie)
- 2010: Pretend Time (Fernsehserie, 7 Episoden)
- 2011: Rockin' Out (Kurzfilm)
- 2011–2013: Team Unicorn (Fernsehserie, 2 Episoden)
- 2012: Game Shop (Fernsehserie)
- 2012–2015: Key & Peele (Fernsehserie, 54 Episoden)
- 2013: The Arsenio Hall Show (Fernsehserie, 30 Episoden)
- 2014: Comedy Central's All-Star Non-Denominational Christmas Special (Fernsehspecial)
- 2014: NBC Untitled Sketch Comedy Pilot (Fernsehfilm)
- 2014: Line by Line (Fernsehserie)
- 2015: White Cops and Unarmed Black Civilians Playset! (Kurzfilm)
- 2015: Rooster Teeth: Entertainment System Originals (Fernsehserie, 10 Episoden)
- 2015: Rooster Teeth: Entertainment System (Fernsehserie, 3 Episoden)
- 2016: The Crossroads of History (Fernsehserie, Episode 1x02)
- 2016: CC: Social Scene (Fernsehserie, 4 Episoden)
- 2016: The Eric Andre Show (Fernsehserie, 10 Episoden)
- 2017: Hood Adjacent with James Davis (Fernsehserie, Episode 1x01)
- 2018: Goatface (Fernsehfilm)
- 2019–2021: Superstore (Fernsehserie, 2 Episoden)
- 2022: The Glue Factory (Fernsehserie, Episode 1x01)